# رهوة الحمراء (يهر)

تعديل مصدري - تعديل

رهوة الحمراء هي إحدى قرى عزلة يهر بمديرية يهر التابعة لمحافظة لحج، بلغ تعداد سكانها 27 نسمة حسب تعداد اليمن لعام 2004.